# MTV Movie Awards 2010
O MTV Movie Awards 2010 foi a décima nona cerimônia do MTV Movie & TV Awards, organizado anualmente através da MTV. Ocorrido em 6 de junho de 2010 no Anfiteatro Gibson, em Los Angeles, foi apresentado pelo comediante Aziz Ansari e teve Robert Pattinson como o maior vencedor da edição, tendo recebido três estatuetas. Seguido por ele, Kristen Stewart foi vencedora de dois prêmios em decorrência de sua atuação no filme The Twilight Saga: New Moon (2009).

## Apresentações
Lista de apresentações disponibilizada pela Rolling Stone.
| Artista                     | Canção                                 |
| --------------------------- | -------------------------------------- |
| Katy Perry (com Snoop Dogg) | "California Gurls"                     |
| Christina Aguilera          | "Bionic"/"Not Myself Tonight"/"Woohoo" |

## Vencedores e indicados
Lista de ganhadores (em negrito) disponibilizada pela própria MTV.
| Melhor Filme | Melhor Ator |
| --- | --- |
| - The Twilight Saga: New Moon - Avatar - Alice in Wonderland - Harry Potter and the Half-Blood Prince - The Hangover | - Robert Pattinson – The Twilight Saga: New Moon - Zac Efron – 17 Again - Taylor Lautner – The Twilight Saga: New Moon - Daniel Radcliffe – Harry Potter and the Half-Blood Prince - Channing Tatum – Dear John |
| Melhor Atriz | Melhor Revelação |
| - Kristen Stewart – The Twilight Saga: New Moon - Sandra Bullock – The Blind Side - Amanda Seyfried – Dear John - Emma Watson – Harry Potter and the Half-Blood Prince - Zoë Saldaña – Avatar                                                                                              | - Anna Kendrick – Up in the Air - Zach Galifianakis – The Hangover - Chris Pine – Star Trek - Logan Lerman – Percy Jackson & the Olympians: The Lightning Thief - Quinton Aaron – The Blind Side - Gabourey Sidibe – Precious                                                                                         |
| Melhor Vilão | Melhor Atuação Cômica |
| - Tom Felton – Harry Potter and the Half-Blood Prince - Helena Bonham Carter – Alice in Wonderland - Ken Jeong – The Hangover - Stephen Lang – Avatar - Christoph Waltz – Inglourious Basterds                                                                                             | - Zach Galifianakis – The Hangover - Sandra Bullock – The Proposal - Bradley Cooper – The Hangover - Ryan Reynolds – The Proposal - Ben Stiller – Night at the Museum: Battle of the Smithsonian |
| Melhor Atuação Assustada | Melhor Beijo |
| - Amanda Seyfried – Jennifer's Body - Sharlto Copley – District 9 - Jesse Eisenberg – Zombieland - Katie Featherston – Paranormal Activity - Alison Lohman – Drag Me to Hell | - Kristen Stewart e Robert Pattinson – The Twilight Saga: New Moon - Sandra Bullock e Ryan Reynolds – The Proposal - Zoë Saldaña e Sam Worthington – Avatar - Kristen Stewart e Dakota Fanning – The Runaways - Taylor Swift e Taylor Lautner – Valentine's Day                                                       |
| Melhor Luta | Melhor Momento WTF |
| - Beyoncé e Ali Larter – Obsessed - Robert Downey, Jr. e Mark Strong – Sherlock Holmes - Logan Lerman e Jake Abel – Percy Jackson & the Olympians: The Lightning Thief - Sam Worthington e Stephen Lang – Avatar - Hugh Jackman, Liev Schreiber e Ryan Reynolds – X-Men Origins: Wolverine | - Ken Jeong (Naked Trunk Surprise) – The Hangover - Bill Murray (Bill Murray?! A Zombie?!) – Zombieland - Bobby Campo (Racetrack Premonition) – The Final Destination - Isabel Lucas (Unexpected Transformation) – Transformers: Revenge of the Fallen - Megan Fox (Vomits a Mysterious Black Ooze) – Jennifer's Body |
| Melhor Herói | Estrela Global |
| - Rain – Ninja Assassin - Angelina Jolie – Salt - Chris Pine – Star Trek - Channing Tatum – G.I. Joe: The Rise of Cobra - Sam Worthington – Clash of the Titans | - Robert Pattinson - Kristen Stewart - Taylor Lautner - Daniel Radcliffe - Johnny Depp |

### MTV Generation Award
- Sandra Bullock